# Melody Nurramdhani Laksani
Melody Nurramdhani Laksani née le 24 mars 1992 à Bandung est une chanteuse et actrice indonésienne, ancienne membre du groupe JKT48 de 2011 à 2018.

## Filmographie sélective

### Cinéma
- 2014 : Melody dans Viva JKT48 (id) de Awi Suryadi

## Discographie

### Avec JKT48
- Heavy Rotation (album JKT48) (id) (2013)
- Mahagita (id) (2016)
- JKT48 Festival Greatest Hits (id) (2017)